# Canciones (álbum de Duncan Dhu)
Para otros usos, véase Canción.
Canciones es el segundo álbum de estudio de la banda donostiarra Duncan Dhu, publicado el 17 de enero de 1986 a través de la discográfica GASA.
En 1990, también se lanzó el álbum en Estados Unidos bajo el sello discográfico Sire Records Company con 18 temas, con 4 de ellos interpretados en inglés («En algún lugar», «Una calle de parís»,	«Señales en el cielo» y «Al caer la noche»).

## Lista de canciones
| N.º | Título                                                      | Duración |  |
| 1.  | «Cien gaviotas» (Diego Vasallo)                             | 2:50     |  |
| 2.  | «Sangre azul» (Diego Vasallo)                               | 2:35     |  |
| 3.  | «No puedo evitar (pensar en ti)» (Mikel Erentxun)           | 3:20     |  |
| 4.  | «Esperaré a que se esconda el sol» (Diego Vasallo)          | 2:57     |  |
| 5.  | «Jardín de rosas» (Joe South)                               | 2:21     |  |
| 6.  | «Reina de África» (Mikel Erentxun)                          | 2:50     |  |
| 7.  | «Cuando murió la luz» (Diego Vasallo)                       | 2:00     |  |
| 8.  | «Revolución» (Mikel Erentxun)                               | 2:45     |  |
| 9.  | «Sueño escocés» (Mikel Erentxun)                            | 3:30     |  |
| 10. | «Los llantos de la ciudad» (Juan Ramón Viles/Diego Vasallo) | 2:35     |  |
| 11. | «La vieja escuela» (Mikel Erentxun)                         | 3:10     |  |
| 12. | «Esos ojos negros» (Diego Vasallo)                          | 3:33     |  |

## Canciones remasterizadas en 2002
| N.º | Título                                                         | Duración |  |
| 1.  | «En algún lugar» (Originalmente en El grito del tiempo (1987)) | 3:57     |  |
| 2.  | «La casa azul» (Originalmente en Supernova (1991))             | 3:52     |  |
| 3.  | «Casablanca» (Originalmente en Por tierras escocesas (1985))   | 3:39     |  |
| 4.  | «Palabras sin nombre» (Originalmente en Autobiografía (1989))  | 3:36     |  |
| 5.  | «Cien gaviotas»                                                |          |  |
| 6.  | «Sangre azul»                                                  | 2:39     |  |
| 7.  | «No puedo evitar (pensar en ti)»                               |          |  |
| 8.  | «Esperaré a que se esconda el sol»                             | 3:01     |  |
| 9.  | «Jardín de rosas»                                              |          |  |
| 10. | «Reina de África»                                              | 2:54     |  |
| 11. | «Cuando murió la luz»                                          | 2:04     |  |
| 12. | «Revolución»                                                   | 2:48     |  |
| 13. | «Sueño escocés»                                                | 3:33     |  |
| 14. | «Los llantos de la ciudad»                                     |          |  |
| 15. | «La vieja escuela»                                             | 3:13     |  |
| 16. | «Esos ojos negros»                                             | 3:35     |  |